# Eupithecia idiopusillata
Eupithecia idiopusillata là một loài bướm đêm trong họ Geometridae.